# フェラーリ・488 GTE
フェラーリ・488 GTEは、フェラーリの社内競技部門であるコンペティツィオーニGTによって製造されたグランドツアラータイプのレーシングカーで、耐久レースに参加するために作られた。この車は、フェラーリ・458 イタリア GTの後継車として、フェラーリ・488 GTBをベースにしている。車は、2016年シーズンに導入されたFIA LM GTE規定に従って製造され、WEC、ヨーロピアン・ル・マン・シリーズ、IMSAスポーツカー選手権のGTLMクラスで活躍した。そして、この車は、2016年のデイトナ24時間レースでスカデリア・コルサおよびリジ・コンペティツィオーニチームとともにレースデビューを果たした。

## 開発

### フェラーリ・488 GTE
フェラーリ・488の発表後、フェラーリのスポークスパーソンは、同車のレーシングバージョンが間もなく公開されることを明らかにした。2015年8月30日、ACIヴァッレルンガ・サーキットで高度にカモフラージュされた車両がテスト走行しているスパイ写真が撮影され、先代の458 イタリア GTとは大きく異なる点が見られた。車両は2015年のフィナーリ・モンディアーリ（ムジェロ・サーキット）でGT3バージョンと共に公開された。この発表では、488 GTBから引き継がれたエンジンが主な特徴として紹介された。この車両は、LM GTEおよびGT3仕様の間でコンバージョンが可能である。

### フェラーリ・488 GTE エヴォ
2017年11月13日、フェラーリ・コンペティツィオーニGTのテクニカルコーディネーターであるフェルディナンド・カニッツォは、488 GTEおよびGT3の両モデルにエヴォキットが導入されることを発表した。これらのキットは、信頼性の向上や空力性能の最適化を目的としている。488 GTE エヴォは、2018年3月30日にフェラーリのフィオラノ・サーキットでシェイクダウンテストを実施した。その後、ウィンドシア施設での風洞試験を経て、フロントのダイブプレーンが取り除かれた。また、カニッツォは、この車両が2021年まで第2のエヴォリューションを経て競技に参戦し続ける可能性があると示唆した。

## 競技歴
488 GTEは、2016年のデイトナ24時間レースでスクーデリア・コルサおよびリジ・コンペティツィオーネチームによってレースデビューを果たした。その後、FIA 世界耐久選手権、ヨーロピアン・ル・マン・シリーズ、IMSA スポーツカー選手権などの主要な耐久レースシリーズで活躍し、数々の勝利とタイトルを獲得した。